# 장판개
장판개(張判介)는 근세 조선의 판소리 명창이다. 전라남도 곡성군에서 태어났다. 송만갑의 제자로 스승에 못지 않은 기량을 가졌으나, 지방에 묻혀 살았기 때문에 별로 알려지지 못했다. 큰 음량과 뛰어난 기량으로 당시 청중을 휘어잡았는데, 선배 명창들도 함께하기를 꺼릴 정도였다. 그가 좀 더 오래 살아서 중앙에서 활약했으면 당시 판소리의 판도가 달라졌을 것으로 예상하였다. 오가에 능하지 않은 것이 없지만 특히, 《적벽가》를 잘하였다. 일제강점기 때 음반을 두 장 정도 취입하였다고 전한다.